# Weserberglandstadion
Das Weserberglandstadion ist eine Sportanlage in Hameln. Das Stadion hat bei Sportveranstaltungen maximal 14.000 Zuschauerplätze, davon 13.000 Stehplätze und 1.000 Plätze auf der überdachten Tribüne. Bei Open-Air-Konzerten bietet es bis zu 30.000 Zuschauern Platz.
Die Außenanlagen des 1962 gebauten Stadions wurden 1992, das Tribünengebäude 2003 (unter anderem für das Landesturnfest 2004) renoviert.
Die Sportstätte besteht aus zwei Naturrasenplätzen mit 105 × 65 m (Hauptplatz) und 90 × 60 m (Nebenanlage). Der Hauptplatz besitzt eine Flutlichtanlage und eine Beregnungsanlage. Die leichtathletischen Anlagen bieten die Möglichkeit, auch überregionale Sportveranstaltungen durchzuführen.
Open-Air-Konzerte fanden mit Michael Jackson, Marius Müller-Westernhagen, Peter Maffay und Pur statt. Während der Fußball-Weltmeisterschaft 2006 war das Weserberglandstadion Trainingsstätte der französischen Fußballnationalmannschaft.
Das Stadion war bis 2010 Heimstätte der SpVgg Preußen Hameln , die zuletzt 2008/09 sowie 2009/10 in der Oberliga (5. Liga) spielte. Dem sportlichen Abstieg folgte das finanzielle Aus. Der Verein musste Insolvenz anmelden. Der neugegründete Nachfolgeverein FC Preussen Hameln versucht nun einen Neuanfang und spielt mehrere Spiele in der Saison im Weserberglandstadion.